# Universiteitsbibliotheek van Umeå
De Universiteitsbibliotheek van Umeå (Zweeds: Umeå  universitetsbibliotek, UmUB) is een bibliotheek in de Zweedse stad Umeå.
UmUB is de grootste wetenschappelijke bibliotheek in Norrland. De belangrijkste doelgroepen zijn onderzoekers, docenten en studenten van de Universiteit van Umeå, maar ook het publiek is welkom. De bibliotheek bezit boeken, tijdschriften, kranten, dissertaties en archiefdocumenten, zowel in gedrukte als in elektronische vorm. Verder biedt de bibliotheek toegang tot een groot aantal databanken in verschillende vakgebieden en beschikt ze over kamers voor individueel studie- en groepswerk.
De bibliotheek heeft het recht om alles wat gedrukt wordt in Zweden, rechtstreeks vanaf de printer te ontvangen. In totaal zijn er zeven bibliotheken in Zweden die als pliktbibliotek erkend zijn.

## Geschiedenis
UmUB vond zijn oorsprong in de "Wetenschappelijke bibliotheek van Umeå" die gevestigd was in de "stadsbibliotheek van Umeå" in 1950. Toen de regering in 1958 besloot om een medische universiteit te vestigen in Umeå werd ook een medische bibliotheek voorzien. Daardoor werd de wetenschappelijke bibliotheek uitgebreid. Toen de Universiteit van Umeå plechtig werd ingehuldigd bestond de Universiteitsbibliotheek al een jaar. Er werden meteen plannen gemaakt voor de bouw van een nieuwe bibliotheek, centraal op de campus van de universiteit. De bouw begon in de lente van 1967 en in 1968 was het gebouw van de hoofdbibliotheek klaar. In 1969 openden de uitleenbalie, de onderzoekskamer en de studiekamer. Sinds de opening vonden er regelmatig verbouwingen plaats waarvan de laatste in 2006.
UmUB bestaat uit vier bibliotheken: de Universiteitsbibliotheek (UB), de Medische Bibliotheek (MB) in het Academisch ziekenhuis van Norrland, UB Kunstcampus en UB Örnsköldsvik.
De bibliotheek wordt bestuurd door de "bibliotheekraad", vooral bestaande uit decanen of assistent-decanen van de faculteiten. Mikael Sjögren is directeur sinds september 2011. 